# Kazalište u kući
"Kazalište u kući" je bila hrvatska humoristična serija koja je s emitiranjem krenula 2. prosinca 2006. godine. Serija je prerada popularne beogradske humoristične serije "Pozorište u kući" koja se pak emitirala od 1972. – 1984. godine. Redatelji "Kazališta" su Tomislav Rukavina i Robert Orhel, a scenaristi su Dani Emir Imamović, Ivan Vanja Runjić, Olja Runjić, Saša Runjić i Diana Pečkaj Vuković.

## Sinopsis
Serija prati zgode i nezgode obitelji Gaćina u novozagrebačkom neboderu. Zvonimir "Zvone" Gaćina je 38-godišnji pravnik iz Zagore koji je na studiju u Zagrebu upoznao mladu Sanju Matačić, tadašnju studenticu mikrobiologije. Nakon par mjeseci hodanja, Sanja je obznanila Zvonimiru kako će uskoro postati otac i par se uskoro vjenča. 
10 godina poslije, u stanu u Novom Zagrebu, Sanja i Zvonimir žive zajedno sa svojim Dinkom, Sanjinom dominantnom mamom Melanijom Matačić Kurelac, te rođakinjom i studenticom iz Pule, Valentinom Jureško. Osim njihovih života, pratimo i Vilija, Melanijinog prijatelja iz mladih dana koji je pokušava šarmirati, te susjede-gnjavatore Antu i Cicu Maglić.

### Zanimljivosti
- Uloga Zvonimira Gaćine je prvotno ponuđena glumcu Tariku Filipoviću, koju je naposljetku odbio. Usprkos odbijanju glavne uloge, Tarik se pojavio u gostujućoj ulozi Zvonimirova kolege Karla Mamića.[2]
- Kazalište u kući je opet krenula s repriziranjem serije u ljeto 2011., zimu 2013., ljeto 2017. i 2018. i proljeće 2022.

## Pregled serije
| Sezona | Sezona | Epizoda | Originalno emitiranje | Originalno emitiranje |
| Sezona | Sezona | Epizoda | Premijera sezone      | Kraj sezone           |
| ------ | ------ | ------- | --------------------- | --------------------- |
|        | 1      | 28      | 2. prosinca 2006.     | 9. lipnja 2007.       |

## Glumačka postava

### Glavna glumačka postava
| Glumac/glumica      | Lik                       | Sezona u seriji |
| ------------------- | ------------------------- | --------------- |
| Leon Lučev          | Zvonimir Gaćina "Zvone"   | 1               |
| Daria Knez          | Sanja Matačić-Gaćina      | 1               |
| Ksenija Marinković  | Melanija Matačić-Kurelec  | 1               |
| Jelena Lopatić      | Valentina Jureško "Tina"  | 1               |
| Mislav Ivaci        | Dinko Gaćina              | 1               |
| Ecija Ojdanić       | Cica Maglić               | 1               |
| Željko Königsknecht | Ante Maglić "Magla"       | 1               |
| Mustafa Nadarević   | Vilibald S. Tončić "Vili" | 1               |
| Tarik Filipović     | Karlo Mamić               | 1               |

## Vanjske poveznice
- Stranica na Kamo.hr  Arhivirana inačica izvorne stranice od 4. ožujka 2016. (Wayback Machine)
- Kazalište u kući u internetskoj bazi filmova IMDb-a